# Сан-Віто-ді-Легуццано
Сан-Віто-ді-Легуццано, Сан-Віто-ді-Леґуццано (італ. San Vito di Leguzzano, вен. San Vito de Łeguzan) — муніципалітет в Італії, у регіоні Венето, провінція Віченца.
Сан-Віто-ді-Легуццано розташований на відстані близько 430 км на північ від Рима, 80 км на захід від Венеції, 20 км на північний захід від Віченци.
Населення — 3614 осіб (2014).
Покровитель — святий Віт.

## Демографія
Населення за роками:

Станом на 1 січня 2023 року в муніципалітеті офіційно проживали 202 іноземці з 35 країн, серед них 58 громадян країн Євросоюзу та 1 громадянин України.

## Сусідні муніципалітети
- Мало
- Марано-Вічентіно
- Монте-ді-Мало
- Скіо